# Distrito de Can Gio
Can Gio (em Vietnameita:Cần Giờ) é um dos 24 distritos da Cidade de Ho Chi Minh, no Vietnam, sendo um dos cinco distritos que compõem a região suburbana e rural da cidade. Com uma área total de 704,22 km², é o maior distrito da cidade em área territorial. Sua população é de 70 499 habitantes, de acordo com dados de 2010. O distrito está dividido em 6 pequenos subconjuntos que são chamados de alas. Além disso, o distrito tem cerca de 69 ilhas, grandes e pequenas. 